# タルホーファー
『タルホーファー Tallhover』は1986年に発表されたハンス・ヨアヒム・シェートリヒの最初の小説。
『タルホーファー』には、一人の秘密警察刑事の19世紀半ばから20世紀にいたる架空の履歴が描かれている。ヴィルヘルム時代・第三帝国時代・東独時代、どの時代であれ権力の座にある独裁政権に対して忠実な刑事の伝記は、シェートリヒにとって現実の人物の伝記も同様だった。

ドイツ再統一後のシュタージ文書の公開によって、シェートリヒは彼の弟が何年もの間彼とその友人たちについての情報をシュタージに通報していたことを知るからである。